# Podocarpus glomeratus
Podocarpus glomeratus es una especie de conífera en la familia Podocarpaceae.
Es endémica de Bolivia, Ecuador y Perú.

## Nombre común
- Intimpa proviene de las voces quechuas inti = sol y pa = árbol, romerillo.

## Descripción
Es un árbol dioico, es decir, existen árboles masculinos y femeninos. En bosques nublados de Bolivia se han observado árboles que alcanzan 30 m de altura y diámetros de 2 metros. La copa del árbol es globosa. El fuste femenino es más robusto que el masculino, mide hasta 25 dm de diámetro; con forma recurrente (las ramas se bifurcan del primer tercio inferior de la planta, y presenta un fuste principal y fustes secundarios); corteza externa parda, escamosa, su grosor en árbol maduro es de 8 mm, áspero en ejs. viejos. El tallo joven presenta una corteza con pequeños canales y pliegues longitudinales, semejantes a arrugas; la corteza interna es parda oscura, textura fibrolaminar. Las ramas son monódicas piramidales (los ejes laterales se desarrollan menos que el eje principal). Hojas simples, 3 a 5 mm de ancho x 3 a 6 cm de largo, enteras, sentadas, rígidas, coriáceas, glabras, lanceoladas, ápice agudo, punzante, insertas al tallo por un corto peciolo, en espiral. 
La planta femenina da flores solitarias, globosas, insertadas a las ramas. La planta masculina presenta flores fasciculadas.
Fruto drupa, con un pedúnculo de 5 mm de largo, y el fruto con una sola semilla esférica, con una dura estructura. La cubierta exterior del fruto verde posee látex. Semilla ovoide, de 3 mm de diámetro, inmaduro es verdoso, maduro es pardo.

## Uso
Excelente madera; muy requerido para construcción de viviendas,  tablas, puertas y ventanas, entablados de pisos, vigas, cumbreras, postes, andamios, escaleras. En mueblería para sillas y mesas. Para herramientas de trabajo: yuntas, mangos, artesanía rural. También para carbón. 

## Propagación asexual
La propagación por estacas es uno de los mejores métodos para reproducir la especie en vivero. Aunque las coníferas generalmente no son muy buenas para reproducirse asexualmente, Podocarpus glomeratus es una de las excepciones. Para esto hay que recolectar estacas de las ramas secundarias de los árboles, en una época del año cuando los árboles están en dormancia. Las estacas deben ser semi-leñosas, entre 15 a 20 cm de largo, con hojas y una yema principal en la punta. Deben remojarse en agua 48 horas y sembrarlas en un sustrato con abundante materia orgánica (30%), tierra negra (50%) y limo (20%). Las estacas formaran un callo y luego de tres a cinco meses echarán abundantes raíces. El enraizamiento es mayor que 80%.